# Staatliche Oberschule Wuling
Die Staatliche Oberschule Wuling (chinesisch 國立武陵高級中學, Pinyin Guólì Wǔlíng Gāojí Zhōngxué, IPA (hochchinesisch) [ku̯ɔ2li4 wu3liŋ2 kɑʊ̯1tɕi2tʂʊŋ1ɕy̯œ2], englisch National Wu-Ling Senior High School, WLSH) ist eine Oberschule in Taoyuan, Taiwan. Wuling hat die höchsten Anforderungen in Bezug auf Aufnahmeprüfungen von allen Oberschulen in Taoyuan und nur ein kleiner Prozentsatz der Bewerber wird aufgenommen. Die Schule ist auch in internationalen Studentenaustauschprogrammen tätig. An der Schule besteht ein internationales Studentenbüro. Studenten kommen aus Deutschland, Japan, Tschechien, Amerika, Kanada und Malaysia.
Die Schwesterschulen von Wuling gehören die Sakata Higashi High School in Yamagata (Japan) und das Lycée Ozenne in Toulouse (Frankreich). Die Oberschule Wuling ist in einer Kooperationspartnerschaft mit der Zentralen Nationaluniversität (國立中央大學) und der Chang-Gung-Universität (長庚大學) verbunden. Studierende, die in speziellen Programmen eingeschrieben sind, haben die Möglichkeit an diesen beiden Universitäten Experimente und Untersuchungen durchzuführen.
Bei der Internationalen Physikolympiade 2013 in Kopenhagen gewann Lo Tsung-yu (羅宗祐) von der WLSH eine Goldmedaille.